# Android Eclair
Android Eclair (versione 2.1) è una versione del sistema operativo mobile Android sviluppato da Google LLC e la quinta versione di Android, e per le versioni non più supportate dalla versione 2.0 alla 2.1. Svelato il 26 ottobre 2009, Android 2.1 si basa sulle modifiche significative apportate ad Android 1.6 "Donut".

## Funzionalità

### Esperienza utente
La schermata iniziale predefinita di Eclair mostra una barra di ricerca Google persistente nella parte superiore dello schermo. L'app per fotocamera è stata ridisegnata con numerose nuove funzioni della fotocamera, tra cui supporto flash, zoom digitale, modalità scena, bilanciamento del bianco, effetto colore e messa a fuoco macro. L'app Galleria fotografica contiene anche strumenti di base per la modifica delle foto. Questa versione includeva anche l'aggiunta di sfondi live, consentendo l'animazione delle immagini di sfondo della schermata iniziale per mostrare il movimento. È stata introdotta la sintesi vocale, sostituendo la virgola.

### Piattaforma
Android Eclair eredita le aggiunte alla piattaforma dalla versione Donut, la possibilità di cercare tutti i messaggi SMS e MMS salvati, il miglioramento di Google Maps 3.1.2 e il supporto Exchange per l'app Email. Il sistema operativo offre inoltre una maggiore velocità di digitazione sulla tastiera virtuale, insieme alle nuove API di accessibilità, calendario e rete privata virtuale. Per la navigazione in Internet, Android Eclair aggiunge anche il supporto per HTML5, l'interfaccia utente del browser aggiornata con le miniature dei segnalibri e lo zoom con doppio tocco.